# Chiesa di Santa Caterina (Gütenbach)
La chiesa di Santa Caterina è una chiesa parrocchiale cattolica posta nel centro del paese di Gütenbach, nel Land tedesco del Baden-Württemberg.

## Storia

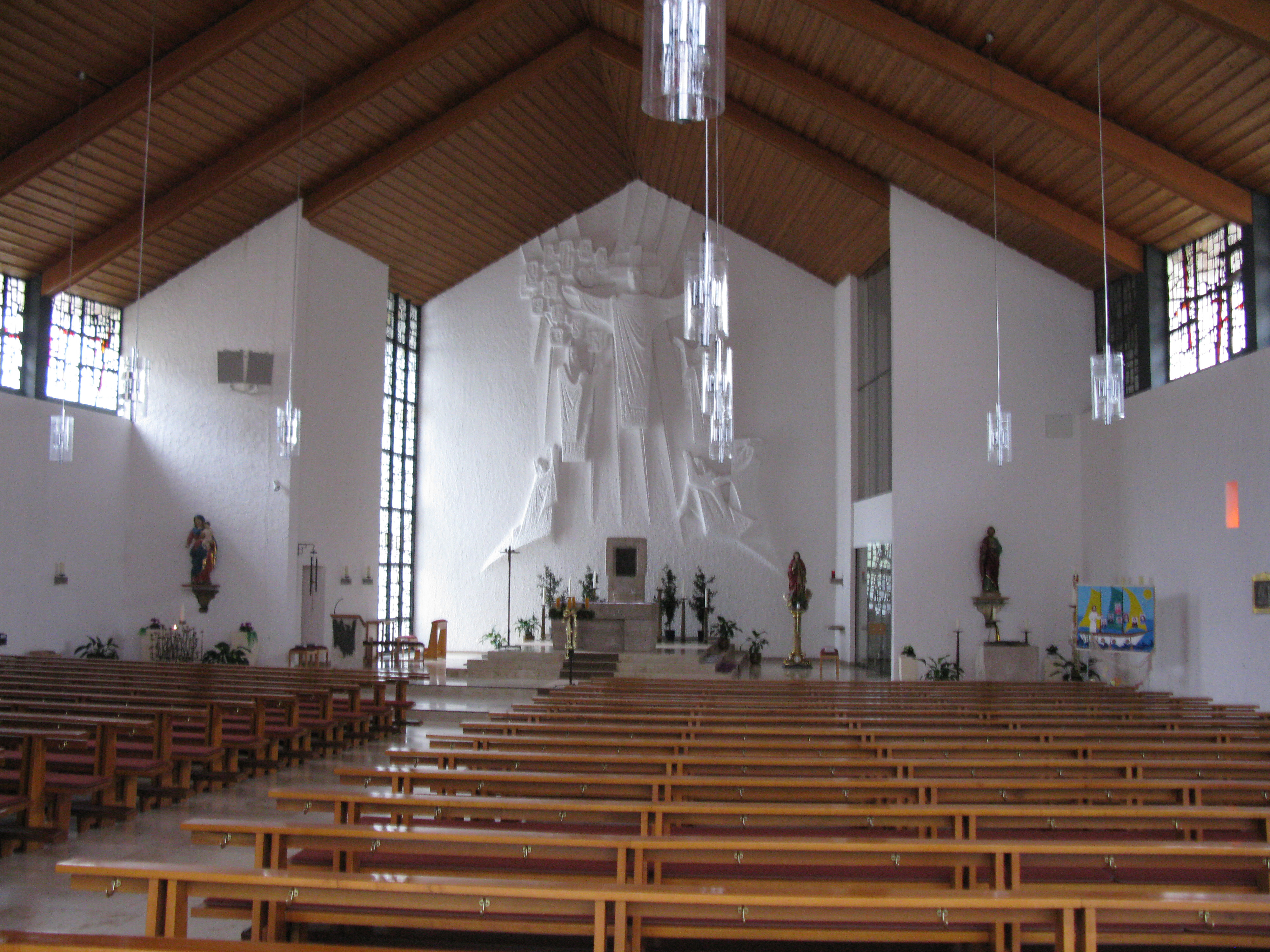
L'interno

La chiesa venne costruita negli anni sessanta del Novecento in sostituzione di una chiesa più antica, su progetto di Lothar Schmitt, direttore edilizio dell'arcidiocesi di Friburgo.

## Caratteristiche

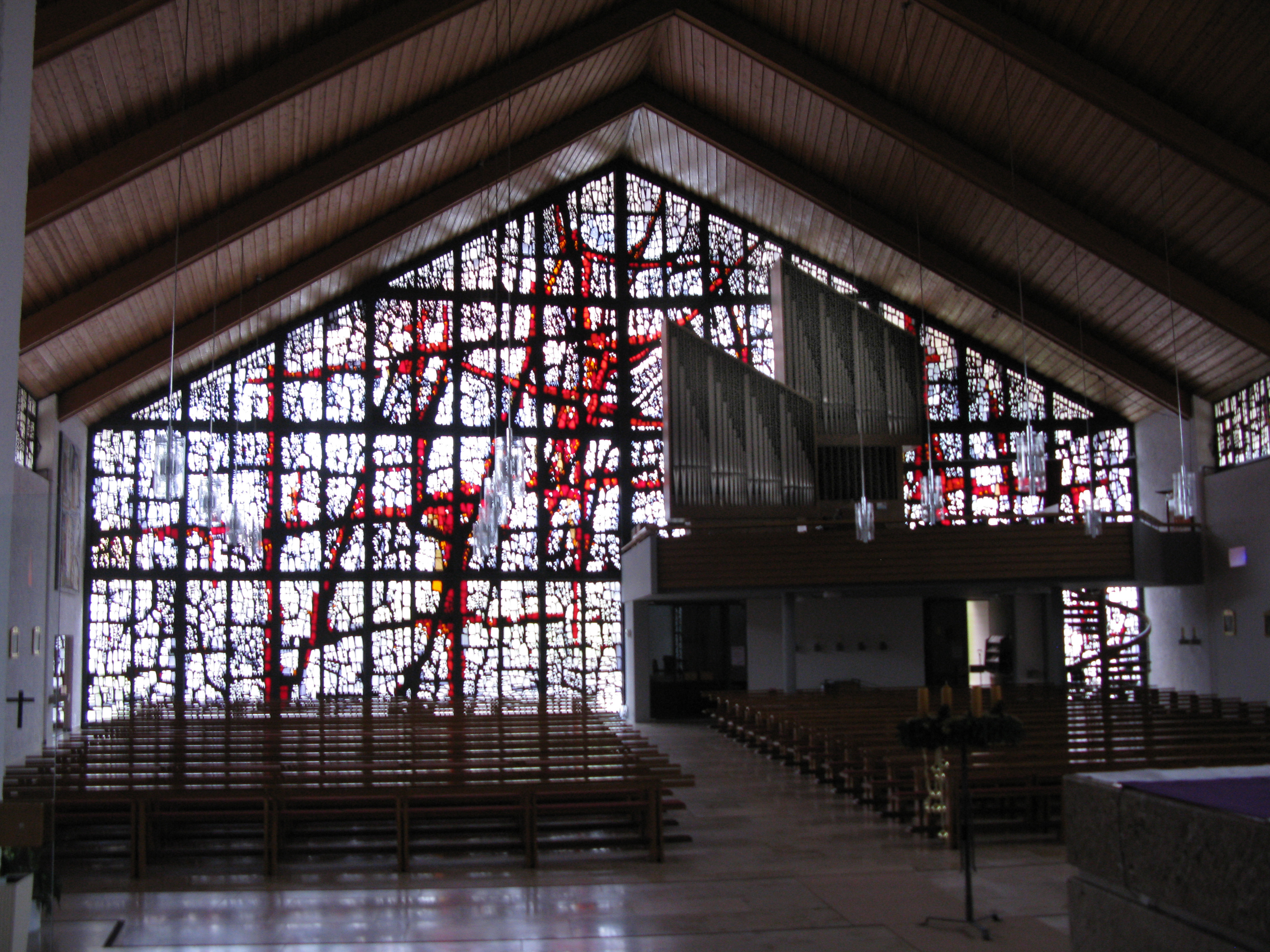
La facciata vetrata, vista dall'interno

La chiesa, disegnata in forme moderne, ha pianta in forma di «T» ed è caratterizzata da un grande tetto a due falde e dal campanile asimmetrico.
La facciata, interamente vetrata, è decorata da vetrate colorate, opera di Rainer Dorwarth.

## Riproduzione modellistica
Nel 1965 la chiesa venne riprodotta in scala H0 dalla ditta Faller, che ha la propria sede a Gütenbach. In seguito venne riprodotta anche in scala N.